# Schulpferd
Ein Schulpferd ist im klassischen Sinne ein Pferd, das Lektionen der Hohen Schule, wie Piaffe, Passage, Pirouette, Levade, Courbette, Kapriole beherrscht. Die Bezeichnung „Schulhengst“ wird noch an der Spanischen Hofreitschule verwendet.

## Heutige Begriffsverwendung
Der Ausdruck Schulpferd wird heute auch oft für ein Lehr- oder Verleihpferd verwendet, das in Reitschulen der Schulung von Reitschülern dient. Es gibt auch Fahrschulpferde, beispielsweise in Marbach.
Wenn mit einem Pferd kein Einkommen erzielt wird, spricht man dagegen von einem Privatpferd. Bei Zeit- und Geldmangel des Besitzers oder der Besitzerin ergeben sich häufig Reitbeteiligungen, bei denen eine dritte Person das Pferd nutzt.